# Gustav Betham
Gustav „Gus“ Frederick Dertlag Betham (* 11. April 1915 in Westsamoa; † 31. März 1984 ebenda) war ein samoanischer Politiker und Diplomat.

## Biografie
Betham, der auch den samoanischen Namen Fereti Misipita trug, trat nach dem Schulbesuch und somit noch während des Völkerbundmandates in den öffentlichen Dienst. Seine politische Laufbahn begann er kurz nach der Umwandlung des Status in ein UN-Treuhandgebiet Neuseelands 1946 mit der Wahl zum Mitglied des Legislativrates (Legislative Council) 1948. Im Jahr darauf wurde er zum Mitglied der Legislativversammlung (Legislative Assembly) gewählt und gehörte dieser von 1949 bis 1971 an.
1961 wurde er von Premierminister Mata'afa Mulinu'u II. zum Finanzminister in dessen Regierung berufen, der er bis 1969 angehörte. Somit war er Mitglied der ersten Regierung Samoas nach der Unabhängigkeit des Staates von Neuseeland am 1. Januar 1962.
Am 1. November 1971 wurde er zum Generalsekretär der Südpazifischen Kommission (South Pacific Commission) berufen, einer Internationalen Organisation mit dem Ziel der sozialen und ökonomischen Entwicklung ihrer Mitgliedstaaten im Südpazifik durch gutachterliche und beratende Aktivitäten. Dieses Amt bekleidete er bis zum 30. November 1975.
Zuletzt war Gus Betham Hochkommissar Samoas in Neuseeland. 